# Sondre Olden
Sondre Olden (* 29. August 1992 in Oslo) ist ein norwegischer Eishockeyspieler, der seit August 2020 bei Vålerenga Ishockey in der GET-ligaen unter Vertrag steht.

## Karriere
Sondre Olden begann seine Karriere als Eishockeyspieler in der Nachwuchsabteilung von Manglerud Star, für dessen Seniorenmannschaft er erstmals in der Saison 2008/09 in der zweiten norwegischen Spielklasse, der 1. divisjon, spielte. Mit der Mannschaft stieg er auf Anhieb in die GET-ligaen auf. Anschließend verließ der Flügelspieler jedoch den Verein und schloss sich der Nachwuchsabteilung von MODO Hockey aus Schweden an. Beim NHL Entry Draft 2010 wurde er von Toronto Maple Leafs in der dritten Runde als insgesamt 79. Spieler gezogen, verblieb jedoch weiterhin bei MODO. In der Saison 2010/11 lief er in insgesamt drei Spielen für die Profimannschaft von MODO Hockey in der Elitserien auf und blieb dabei punkt- und straflos.
Zur Saison 2011/12 wechselte Olden zu den Erie Otters aus der kanadischen Juniorenliga Ontario Hockey League, die ihn zuvor im CHL Import Draft in der ersten Runde als insgesamt 31. Spieler gezogen hatten. Im September 2012 kehrte er nach Europa zurück und schloss sich dem norwegischen Erstligisten Vålerenga Ishockey, für die er insgesamt zwei Spielzeiten bestritt und im Anschluss an die Saison 2013/14 zum „Spieler des Jahres“ und auch in das All-Star-Team der Liga gewählt wurde. Sowohl 2013 als auch 2014 wurde er mit Vålerenga norwegischer Vizemeister. Im April 2014 heuerte der Angreifer bei Brynäs IF aus der Svenska Hockeyligan an, wurde jedoch ab Januar 2015 bis zum Saisonende an Vålerenga zurückverliehen.
In der Saison 2016/17 stand er bei Leksands IF unter Vertrag. Anschließend wechselte er zum KHL Medveščak Zagreb in die Österreichische Eishockey-Liga.
Nach dem finanziellen Kollaps von Medveščak Zagreb wechselte Olden im Dezember 2018 ligaintern zu den Vienna Capitals.

### International
Für Norwegen nahm Olden im Juniorenbereich an den U18-Weltmeisterschaften der Top-Division 2009 und der Division I 2010, als bester Vorlagengeber und Topscorer des Turniers auch zum besten Spieler seiner Mannschaft gewählt wurde, sowie den U20-Junioren-Weltmeisterschaften der Division I 2009, 2010 und 2012, als er als bester Stürmer des Turniers ausgezeichnet wurde, sowie der Top-Division 2011 teil.
Im Seniorenbereich spielte er für die Norwegische Nationalmannschaft 2014 sowohl bei der Weltmeisterschaft der Top-Division als auch bei den Olympischen Winterspielen in Sotschi. Auch bei der Weltmeisterschaft 2017 stand er in der Top-Division auf dem Eis.

## Erfolge und Auszeichnungen
- 2009 Aufstieg in die GET-ligaen mit Manglerud Star
- 2014 Spieler des Jahres der GET-ligaen und Mitglied des All-Star-Teams

### International
- 2010 Aufstieg in die Top-Division bei der U20-Junioren-Weltmeisterschaft der Division I, Gruppe A
- 2010 Aufstieg in die Top-Division bei der U18-Junioren-Weltmeisterschaft der Division I, Gruppe B
- 2010 Topscorer der U18-Junioren-Weltmeisterschaft der Division I, Gruppe A
- 2010 Bester Vorlagengeber der U18-Junioren-Weltmeisterschaft der Division I, Gruppe A
- 2012 Bester Stürmer der U20-Junioren-Weltmeisterschaft der Division I, Gruppe A
- 2014 Spieler des Jahres und All-Star-Team der GET-ligaen

## Karrierestatistik
(Legende zur Spielerstatistik: Sp oder GP = absolvierte Spiele; T oder G = erzielte Tore; V oder A = erzielte Assists; Pkt oder Pts = erzielte Scorerpunkte; SM oder PIM = erhaltene Strafminuten; +/− = Plus/Minus-Bilanz; PP = erzielte Überzahltore; SH = erzielte Unterzahltore; GW = erzielte Siegtore; 1 Play-downs/Relegation; Kursiv: Statistik nicht vollständig)